# El gran Aleix
El gran Aleix és un drama en dos actes, original de Joan Puig i Ferreter, estrenat al teatre Catalunya de Barcelona la nit del 4 de maig de 1912, en la primera temporada del Sindicat d'Autors Dramàtics Catalans.
L'acció passa en un poble rural de Catalunya.

## Repartiment de l'estrena
- Aleix: Jaume Borràs
- Sofia: Carme Roldan
- Llucià: Carles Capdevila
- Noemia: Emília Baró
- Avel·lí: Jaume Donato
- Moàs: Ramon Tor
- El Baster alegre: Josep Bergés.
- Privat: Avel·lí Galceran
- Direcció a càrrec de Jaume Borràs.